# تومي هندرسون
تومي هندرسون (بالإنجليزية: Tommy Henderson)‏ (1 أكتوبر 1927 في المملكة المتحدة - 31 مايو 2013) هو لاعب كرة قدم بريطاني في مركز الهجوم. لعب مع نادي بيرنلي ونادي نيلسون وRossendale United F.C. ‏.